# Понсо S
Понсо S (фр. Ponceau S; систематическое наименование — 3-гидрокси-4-(2-сульфо-4-[4-сульфофенилазо]фенилазо)-2,7-нафталендисульфоновой кислоты натриевая соль) — натриевая соль диазо-красителя светло-красного цвета, который может применяться для быстрого окрашивания белковых полос на нитроцеллюлозных, поливинилиденфторидных и целлюлозо-ацетатных мембранах. Понсо S не повреждает полипептиды, поэтому весьма полезен для их детекции во время вестерн-блоттинга на этапе переноса белков на мембрану (неспецифическое окрашивание белков для контроля качества переноса). Легко смывается водными растворами детергентов, что даёт возможность дальнейшего исследования иммунологическими методами.
Распространённые составы красящих растворов:
- 0,1 % (отношение массы к объёму) Понсо S в 5%-й уксусной кислоте;
- 2 % Понсо S в 30 % трихлоруксусной кислоты и 30 % сульфосалициловой кислоты.

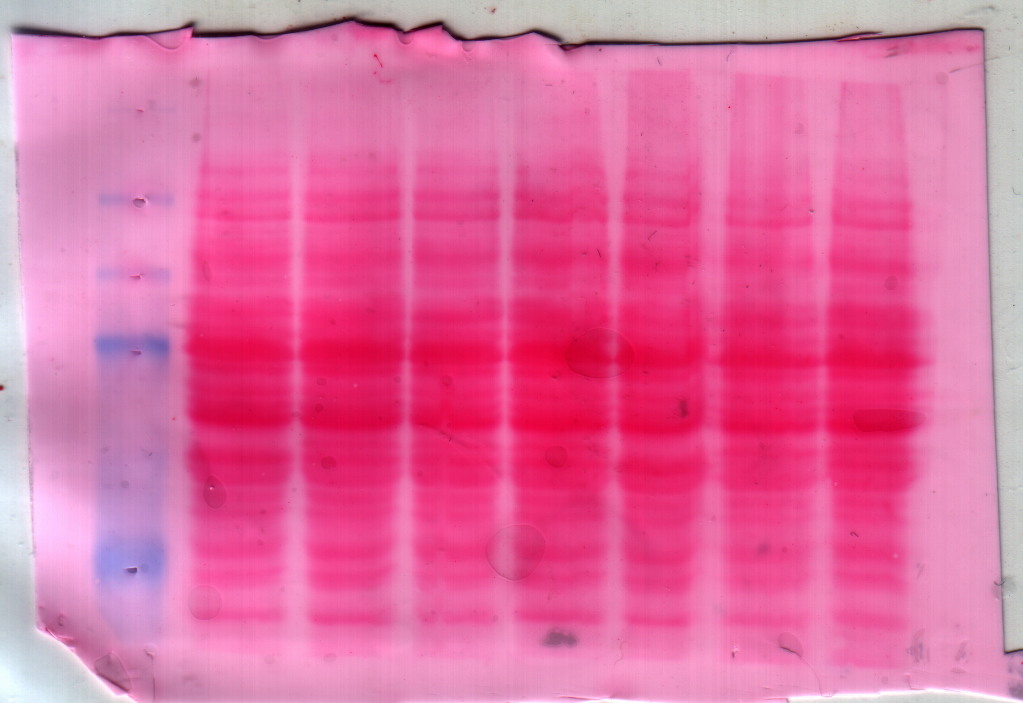
Нитроцеллюлозная мембрана, окрашенная Понсо S для детекции белков в ходе вестерн-блоттинга. Синие полосы слева — белковые маркеры для определения молекулярных масс исследуемых белков.